# Oncomir
Un oncomir (o oncomiR) è un microRNA (miRNA) associato al cancro. I microRNA sono brevi molecole di RNA lunghe circa 22 nucleotidi. Essenzialmente, i miRNA mirano specificamente a determinati RNA messaggero (mRNA) per impedirne la traduzione in una proteina specifica. La disregolazione di alcuni microRNA (oncomir) è stata associata a eventi oncogenici specifici. Numerosi oncomir sono stati identificati in diversi tipi di tumori umani.
Gli oncomir sono associati a carcinogenesi, trasformazione maligna e metastasi. Alcuni geni di oncomir sono oncogene, nel senso che la loro sovraespressione porta alla crescita tumorale. Altri geni di oncomir sono oncosoppressori in una cellula normale, per cui la loro sottoespressione conduce alla crescita tumorale.

## Meccanismo generale
Gli oncomir provocano il cancro down-regolando gene mediante meccanismi di repressione translazionale e destabilizzazione degli mRNA. Questi geni down-regolati possono codificare proteine che regolano il ciclo vitale della cellula.
Gli oncomir possono presentarsi a livelli aumentati o diminuiti nei tessuti tumorali. In caso di attività aumentata, l’oncomir sopprime probabilmente un gene oncosoppressore. In caso di sottoespressione, la regolazione è attenuata, permettendo alla cellula di proliferare liberamente.
Alcuni virus possiedono miRNA che imitano parti dei miRNA regolatori umani. Un esempio è il virus di Epstein–Barr (EBV), associato a diversi tipi di cancro.

## Storia
Il primo collegamento tra miRNA e crescita tumorale fu segnalato nel 2002, quando i ricercatori osservavano una down-regolazione di miR-15a e miR-16-1 nei pazienti con leucemia linfatica cronica delle cellule B. Il termine deriva dalla combinazione di "oncogenico" + "miRNA", coniato da Scott M. Hammond in un articolo del 2006 caratterizzante OncomiR-1.

## Dipendenza da oncomir
Alcuni tumori possono essere "dipendenti" dagli oncomir, ossia necessitano di una concentrazione costante di oncomir per mantenersi tumorali. Ciò è stato dimostrato mediante l’inattivazione dell’oncomir miR-21. Topi esprimenti miR-21 svilupparono tumori linfatici maligni di tipo pre-B. Dopo l’inattivazione di miR-21, i tumori regredirono completamente. Questa dipendenza rientra in un fenomeno più generale che riguarda gli oncogeni, chiamato oncogene addiction.

## Potenziali usi clinici dei miRNA
Studi hanno valutato l’efficacia dei miRNA come potenziali marcatori tumorali, grazie alla loro stabilità e specificità. Una ricerca ha analizzato l’uso dei miRNA come biomarcatore nel carcinoma duttale pancreatico, studiando RNA da biopsie di cisti pancreatiche. Sono stati identificati 228 miRNA espressi in maniera differente rispetto alle cellule pancreatiche normali. Tra i risultati, è stata osservata una correlazione tra carcinoma epatocellulare e upregulation di miR-92a, membro di OncomiR-1.
MicroRNA extracellulari (exRNA) possono essere utili nella rilevazione clinica del cancro. Ad esempio, in pazienti con linfoma diffuso a grandi cellule B (DLBCL), i livelli sierici di miR-21, miR-155 e miR-210 erano più alti rispetto ai controlli sani. I pazienti con alta espressione di miR-21 mostravano una maggiore sopravvivenza libera da recidiva.

## Oncomir identificati

### Cluster OncomiR-1
Il cluster OncomiR-1 è uno dei set di miRNA oncogenici meglio caratterizzati. Il gene oncomir-1, noto anche come mir-17-92, codifica per un singolo trascritto mRNA che forma sei stem loop. Vari oncomir associati al cancro derivano da questi loop, tra cui miR-17, miR-18, miR-19a, miR-20, miR-19b e miR-92. Questi miRNA inibiscono l’apoptosi, per cui la sovraespressione di oncomir-1 favorisce lo sviluppo tumorale.

### Risorse e database
- OncoMir Cancer Database – database online con dati di espressione basati su sequenziamento TCGA da oltre 10.000 tessuti tumorali e normali.
- OncomiRDB – database di microRNA oncogenici e oncosoppressori verificati sperimentalmente.
- miRCancer – database di associazione microRNA-cancro.
- HMDD – Human microRNA Disease Database.
- PhenomiR – knowledgebase per espressione miRNA in malattie e processi biologici.
- Oncomir – collezione di database di espressione miRNA.

## Anti-oncomir
Gli anti-oncomir sono miRNA che regolano negativamente gli oncogeni. Let-7 è il primo anti-oncomir identificato, che agisce come "guardiano post-trascrizionale" di geni che controllano la crescita cellulare. Altri anti-oncomir, come miR-143 e miR-145, down-regolano varie linee cellulari tumorali umane.

## Curiosità sul nome
Oncomir è l'anagramma della lettera greca omicron, nonché della parola inglese moronic.